# 顯寧陵
顯寧陵是中国南北朝时陈宣帝陈顼的陵墓。
陈宣帝在太建十四年（582年）正月初十驾崩。至德元年（583年）二月廿五，葬於顯寧陵。顯寧陵位于江苏省南京市西善桥油坊村附近的罐子山北麓，1961年-1962年间考古工作者已经发掘。显宁陵依山而建，先凿墓室，之后堆土起坟。地下建筑比较豪华，已经遭到盗掘。地表只存在封土堆，其他建筑已经荡然无存。